# Byron Benson
Byron David Benson (* 29. Februar 1832 in Pompey, Onondaga County; † 8. Februar 1888 in New York City) war ein US-amerikanischer Unternehmer und Erfinder.

## Leben
Byron D. Benson war als Unternehmer in der Erdölbranche in Pennsylvania, Vereinigte Staaten, tätig. 1879 wurde die Tidewater-Pipeline durch die 1878 gegründete Tidewater Company unter Führung von Benson in Betrieb genommen. Diese Pipeline war die weltweit erste Langstrecken-Erdöl-Pipeline. Da sie das Erdöl-Transportmonopol der Standard Oil Company bedrohte, setzte John D. Rockefeller alles daran, diese Konkurrenz auszuschalten.
Byron D. Benson heiratete Minerva A. Stevens (* 1830; † 1878). Ihr gemeinsamer Sohn war William Sumner Benson (* 1864; † 1942).
Im Jahr 2009 wurde Benson durch einen "Historical Marker" der Pennsylvania Historical and Museum Commission geehrt.